# Josef Kotěšovský
Josef Kotěšovský (* 30. června 1950) je český tanečník, mim, choreograf, režisér a herec. 

## Život
Pochází z Dvorců, odkud se po dvou letech kvůli otcově práci v armádě přestěhovali do Šumperka a poté do Přáslavic. Když byl devátákem na základní škole, zúčastnil se se školou v Olomouci náborového vystoupení skupiny Sonet z havířského učiliště. Během vystoupení Beatles se na pódiu objevil chlapec s bledým obličejem, který předváděl mimické umění. Tak ho to nadchlo, že se rozhodl studovat na této škole. Po nástupu na učiliště se také zapojil do souboru Sonet, v němž se věnoval pantomimě, jazzového tance a různým dalším činnostem. Po třetím ročníku přešel na průmyslovou školu v Ostravě, odkud z třídy pozoroval naproti stojící konzervatoř s baletním sálem. Po rozhovoru s dívkou, jež studovala tuto konzervatoř, se rozhodl přestoupit sem. Navzdory počátečním obavám jeho otce šel s ním k řediteli konzervatoře, jenž ale uvedl, že přijímají málo studentů a že mají už vše obsazeno. Když odcházeli ze školy, oslovil otec profesorku Kovalovou, která ho s nadšením, i když byl menší postavy, pozvala na konkurz, kde byl přijat.
Po absolutoriu byl v rámci vojenské služby v Armádním uměleckém souboru Víta Nejedlého. I když chtěl k Jiřímu Srncovi do černého divadla nebo do souboru Na Zábradlí k Ladislavu Fialkovi, nastoupil v roce 1975 do angažmá v Laterně magice. Zahrál zde několik postav, například Harlekýna v Lásce v barvách karnevalu, Vypravěče v Jednoho dne v Praze, Čaroděje ve Sněhové královně či Aiolose v Odysseovi. Proslul hlavně jako dlouholetý představitel Veselého klauna v Kouzelném cirkuse, v němž odehrál minimálně 2000 repríz, procestoval s ním svět a který byl poté zfilmován. Kromě Laterny Magiky účinkoval zároveň v Pantomimě Na zábradlí u Ladislava Fialky jako mim a také jako tanečník u Pavla Šmoka v Pražském komorním baletu.
Zahrál si také v televizních pohádkách a filmech, zejména v roli tanečníka. V osmdesátých letech se začal věnovat také choreografii. Když v roce 1992 ukončil svou taneční dráhu, postupně se začal věnovat souboru Laterny magiky jako učitel a provozní režisér. Navrhoval choreografie a pohybové dispozice pro Divadlo Petra Bezruče, Divadlo Antonína Dvořáka v Příbrami, nebo například vytvořil pohybové dispozice pro Báru Hrzánovou v inscenaci Hrdý Budžes. Také pro produkce Václava Postráneckého vytvářel choreografie, kde například v inscenaci Pro každého nebe od Květy Legátové ztvárnil anděla. Choreograficky a pedagogicky se podílí na spolupráci s Dětskou operou Praha, s níž občas také hraje. Ve svých více než sedmdesáti letech vystupoval v představení Radima Vizváryho Krajina těla.
Za svou práci obdržel roku 2024 Cenu Thálie za celoživotní mistrovství v kategorii balet a pantomima a jiný tanečně dramatický žánr.

## Filmografie
| Rok  | Název                         | Role     | Poznámky  |
| ---- | ----------------------------- | -------- | --------- |
| 1972 | Annabela                      |          | film      |
| 1976 | O Terezce a paní Madam        |          | TV film   |
| 1977 | Osvobození Prahy              |          | film      |
| 1978 | Deváté srdce                  | tanečník | film      |
| 1978 | Sólo pro starou dámu          | tanečník | film      |
| 1978 | Julek                         | tanečník | film      |
| 1984 | Hloupá pohádka                |          | TV film   |
| 1988 | Dům pro dva                   | Jirák    | film      |
| 1988 | Gagman                        |          | minisérie |
| 1989 | Vážení přátelé, ano           | hudebník | film      |
| 1991 | Kosmická čarodějnice v Čeboni |          | TV film   |
| 1993 | Konec básníků v Čechách       |          | film      |
| 1993 | Hloupá Augustina              |          | TV film   |